# Saincaize-Meauce
Saincaize-Meauce is een gemeente in het Franse departement Nièvre (regio Bourgogne-Franche-Comté) en telt 428 inwoners (2009). De plaats maakt deel uit van het arrondissement Nevers. De plaats ligt aan de Allier.

## Geografie
De oppervlakte van Saincaize-Meauce bedraagt 22,0 km², de bevolkingsdichtheid is 19,9 inwoners per km².

## Verkeer en vervoer
In de gemeente ligt spoorwegstation Saincaize.
De onderstaande kaart toont de ligging van Saincaize-Meauce met de belangrijkste infrastructuur en aangrenzende gemeenten.

## Demografie
Onderstaande figuur toont het verloop van het inwonertal (bron: INSEE-tellingen).